# تومازو لکوئیو دی آسابا
تومازو لکوئیو دی آسابا (انگلیسی: Tommaso Lequio di Assaba; ۲۱ اکتبر ۱۸۹۳ – ۱۷ دسامبر ۱۹۶۵) سوارکار اهل ایتالیا بود.